# 拉琴斯科耶农村居民点
拉琴斯科耶农村居民点（俄语：Радченское сельское поселение）是俄罗斯联邦沃罗涅日州博古恰尔区所属的一个农村居民点。其下辖有5个居民点，行政中心为拉琴斯科耶。据2016年统计，该农村居民点的人口为2406人。